# Eduardo José Maidana
Eduardo José Maidana (1929, Santiago del Estero) es un periodista de Santiago del Estero, en el centro-norte de la Argentina. En esa provincia, es el decano de los que se encuentran en el año 2012 aún en actividad en dicha profesión, en la cual trabaja desde los 18 años de edad.

## Su vida
Nació en el año 1929, en la provincia de Santiago del Estero.
Desde su infancia es miembro de la Acción Católica de Santiago del Estero, donde también fue uno de sus principales activistas.
Fue uno de los fundadores de la Universidad Católica de Santiago del Estero la que también presidió entre el año 1985 y el 2000, desde la Asociación Civil (ACUCSE) que la sustenta económicamente.
También se contó entre los fundadores de la Democracia Cristiana en Santiago del Estero, a principios de la década de 1950.
Desde 1969 condujo la privatización de radio LV 11 Emisora Santiago del Estero; en tal carácter, permaneció dirigiendo esta radio hasta fines de la década de 1980.
Simultáneamente fue vicepresidente y presidente de la Asociación de Radiodifusoras Argentinas.
Fue también uno de los fundadores de la TV en Santiago del Estero. Integró el equipo directivo de Canal 7, desempeñándose, también allí, como periodista y entrevistador.
Maidana fue un actor destacado, asimismo, desde al ámbito empresarial, en casi todos los acontecimientos políticos desde la década de 1960 en la provincia de Santiago del Estero.

## Libros publicados
- Derrotas y Esperanzas (1999. Editorial El Liberal). En este libro, Maidana bucea en la Historia de Santiago del Estero, deteniéndose en épocas recientes. Ello con el propósito de "descifrar este NOA del atraso y este Santiago marginal", al decir del autor.
- El Hilo de Ariadna (2007. Editorial Lucrecia). Este libro constituye una Historia de la Universidad Católica de Santiago del Estero. Desde sus inicios en pequeños grupos de intelectuales en los años cincuenta, hasta la actualidad.
- Pensar Santiago (2008. Editorial Lucrecia). El autor aborda en este libro "una búsqueda de sentido y significaciones" al hacer cultural y la Historia de Santiago del Estero.
- Di Lullo. Un relato Fundacional (2009. Editorial Lucrecia).

Estudio sobre el pensamiento y la vida de Orestes Di Lullo, un portentoso intelectual santiagueño cuya Obra Completa en 12 tomos acaba de ser reeditada.